# Söğüt (Bilecik)
Pour les articles homonymes, voir Söğüt.
Söğüt est un chef-lieu de district de la province de Bilecik en Turquie. Sous l'Empire byzantin, elle portait le nom de Thebasion. Elle est parfois connue en français comme Chougout,.

## Géographie
Le district Söğüt a une superficie de 484 km2 pour une population de 20 974 hab. en 2000, soit une densité de population d'environ 44 hab./km2. Cette population semble en train de se concentrer sur le centre urbain.
| Année    | 1990   | 1997   | 2000   | 2007   | 2009   |
| -------- | ------ | ------ | ------ | ------ | ------ |
| Ville    | 9 470  | 12 405 | 12 644 | 15 761 | 16 895 |
| District | 21 032 |        | 20 974 |        |        |

La ville est à 31 km de Bilecik, capitale provinciale, et à 52 km d'Eskişehir, grande ville la plus proche. Au plan climatique, elle est dans une zone intermédiaire entre la côte de la Mer de Marmara et les plateaux anatoliens.

## Histoire

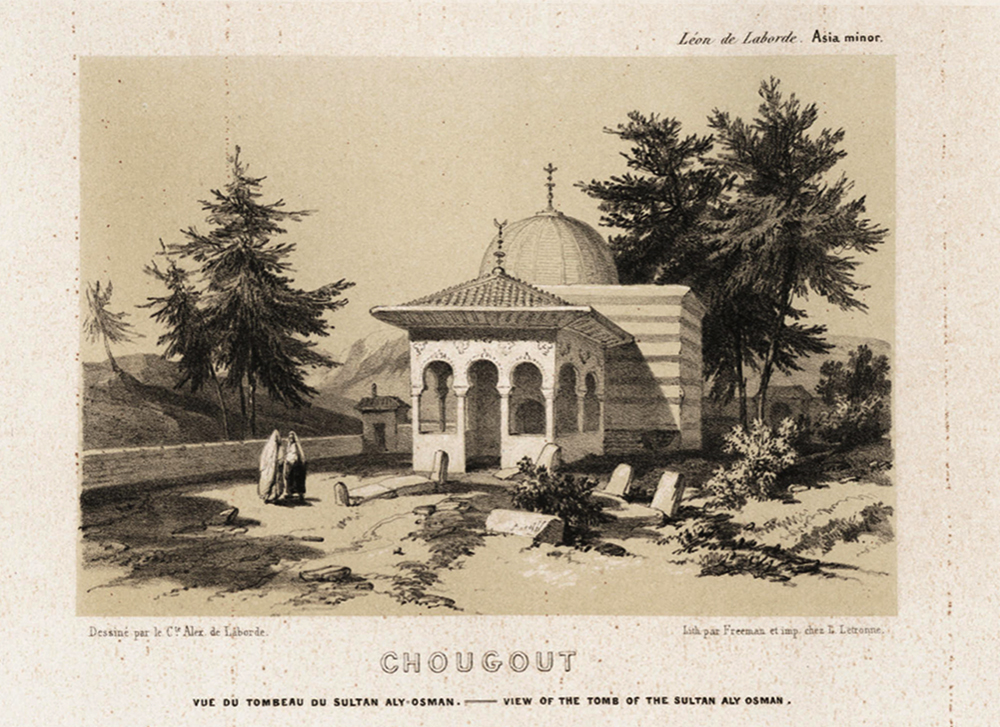
Tombeau du sultan Ali Osman

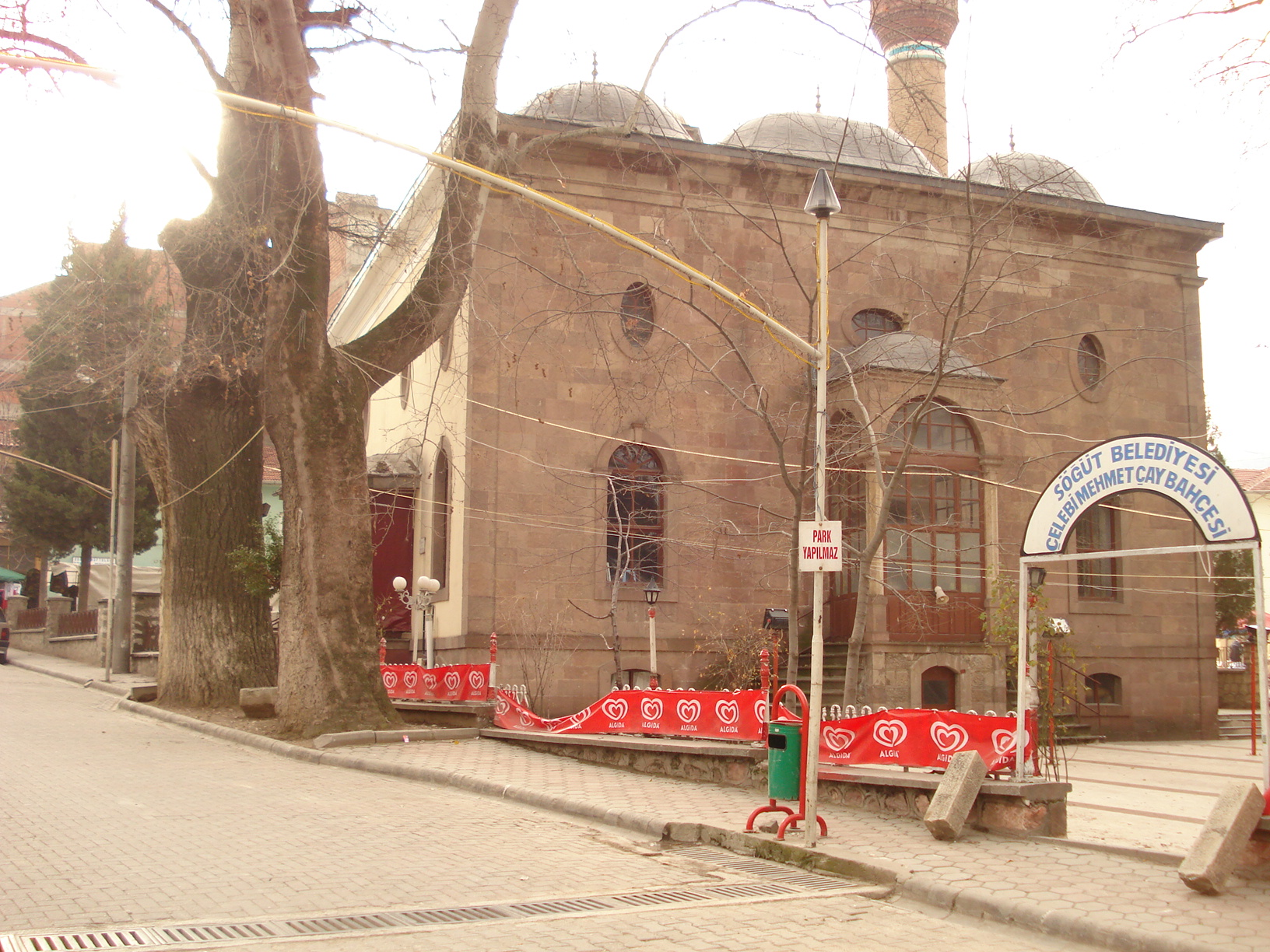
Mosquée de Mehmed Ier

## Monument
Chougout conserve plusieurs bâtiments témoins de son passé de capitale ottomane, notamment des mausolées et tombeaux de dignitaires ottomans, le principal étant le mausolée d'Ertugrul. La mosquée de Mehmed Ier cinquième sultan ottoman, date du début du XVe siècle.
Le musée ethnographique de Söğüt porte le nom de « musée d'Ertugrul ».